# Gare de La Roche-Maurice
Pour les articles homonymes, voir Gare de La Roche (homonymie).
La gare de La Roche-Maurice est une gare ferroviaire française de la ligne de Paris-Montparnasse à Brest, située sur le territoire de la commune de La Roche-Maurice, dans le département du Finistère, en région Bretagne.
Elle est mise en service, en 1882, par la Compagnie des chemins de fer de l'Ouest.
C'est une halte voyageurs de la Société nationale des chemins de fer français (SNCF) desservie par des trains express régionaux TER Bretagne circulant entre Brest et Morlaix.

## Situation ferroviaire
Établie à 21 mètres d'altitude, la gare de La Roche-Maurice est située au point kilométrique (PK) 598,957 de la ligne de Paris-Montparnasse à Brest, entre les gares de Landivisiau et de Landerneau.

## Histoire
La Compagnie des chemins de fer de l'Ouest met en service, en 1882, une halte près du passage à niveau no 291. Une petite salle d'attente est ouverte, installée dans un appentis construit contre la maison du garde-barrière.
En 1901, la halte est dénommée  « La Roche-halte ». La Roche-Maurice compte alors 825 habitants.

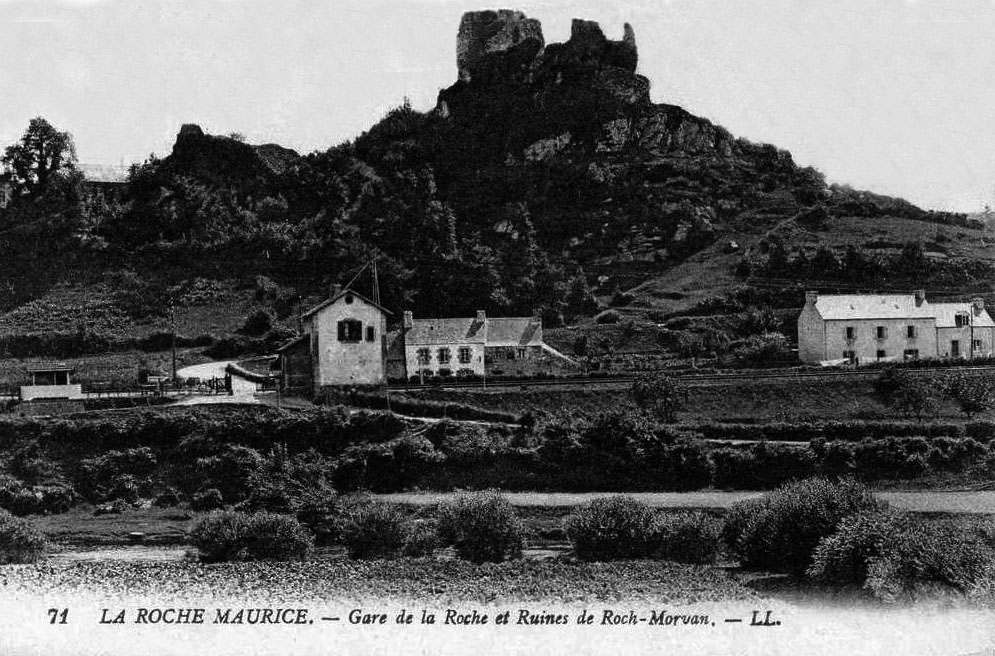
La gare de La Roche vers 1900 ; on aperçoit l'appentis accolé à la maison du garde.

L'ancien bâtiment du garde-barrière, avec sa salle d'attente accolée, est fermé en 1985 ; il est ensuite détruit.
En 2011, la halte comporte deux quais avec d'anciens abris ; celui du quai pour les trains en direction de Brest comporte un panneau portant l'inscription « La Roche » alors que les panneaux installés sur le quai pour ceux en direction de Rennes indiquent « La Roche Maurice ». L'entrée du quai en direction de Rennes se fait par le passage à niveau tandis que celle du quai en direction de Brest se fait par la rue, l'accès étant interdit par le passage à niveau contrairement à l'autre direction.

## Fréquentation
Selon les estimations de la SNCF, la fréquentation annuelle de la gare figure dans le tableau ci-dessous.
| Année               | 2015   | 2016   | 2017   | 2018   | 2019   | 2020  | 2021   | 2022   | 2023   |
| ------------------- | ------ | ------ | ------ | ------ | ------ | ----- | ------ | ------ | ------ |
| Nombre de voyageurs | 10 990 | 13 568 | 13 963 | 13 113 | 14 028 | 9 792 | 12 300 | 18 632 | 19 088 |

## Service des voyageurs

### Accueil
Halte SNCF, c'est un point d'arrêt non géré (PANG) disposant de deux quais avec abris.

### Desserte
La Roche-Maurice est desservie par des trains TER Bretagne qui circulent entre les gares de Brest et de Morlaix.

Installations
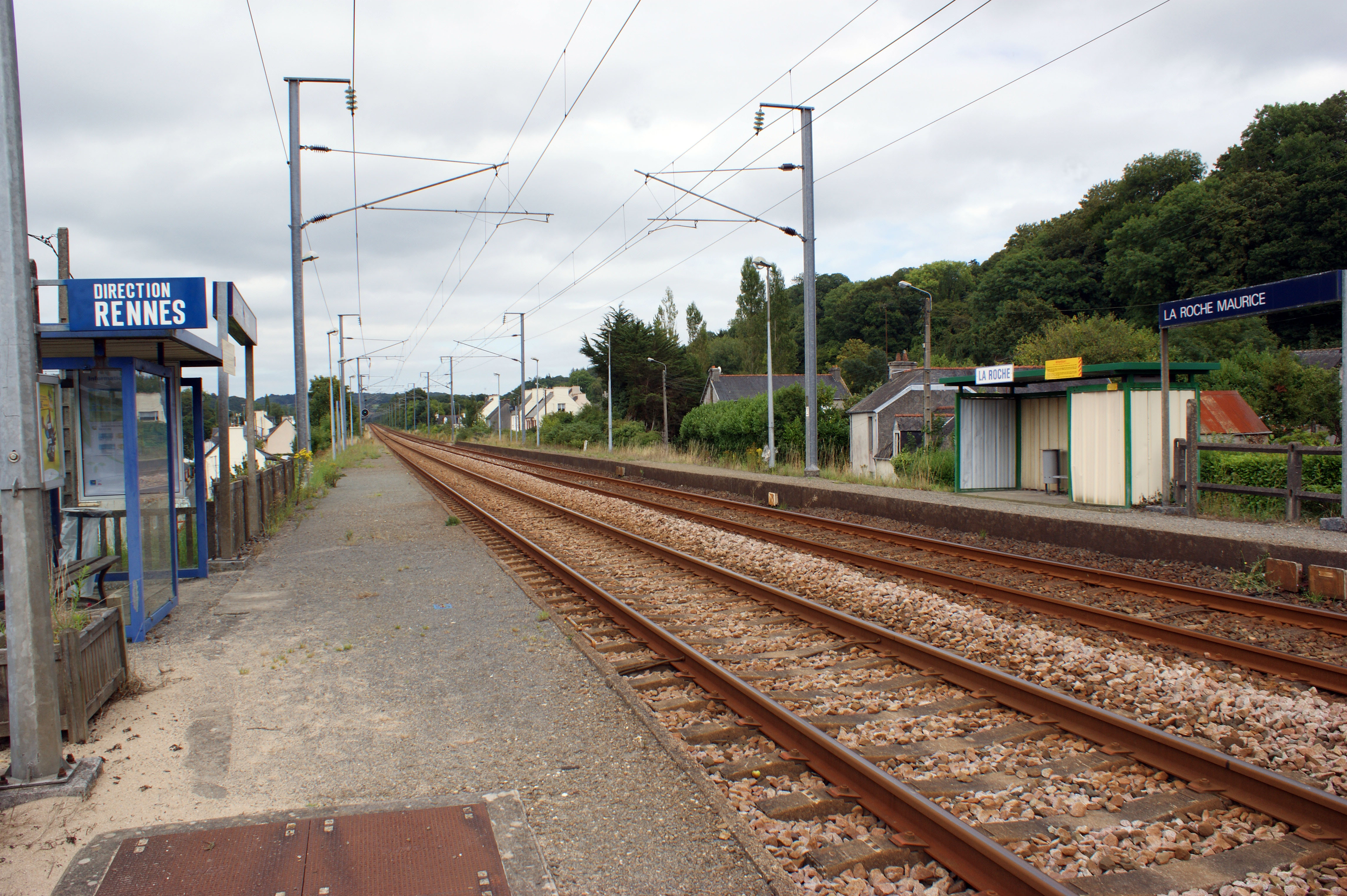
Voies, quais et abris de la halte.
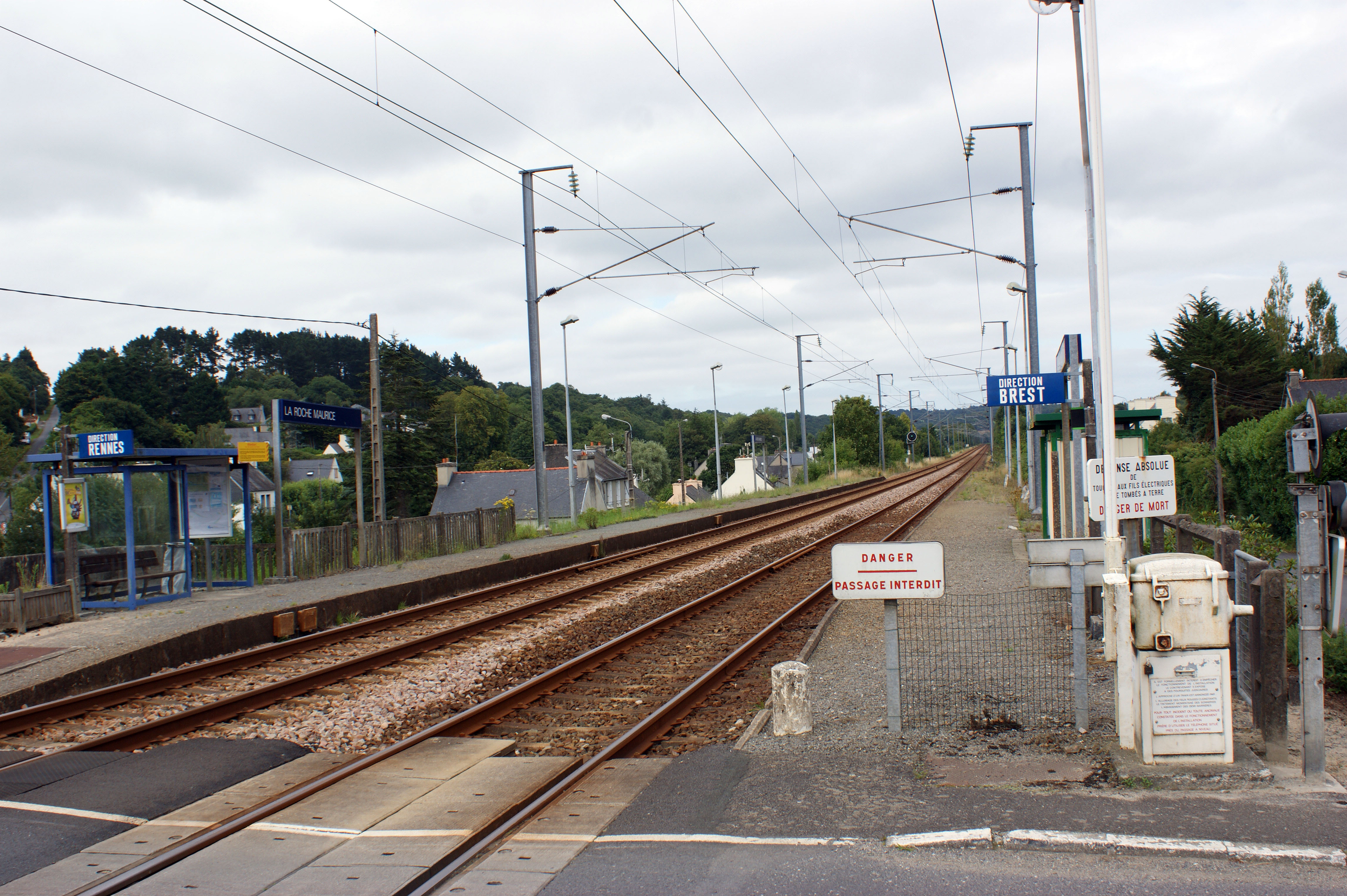
Passage à niveau et halte, vue en direction de Morlaix
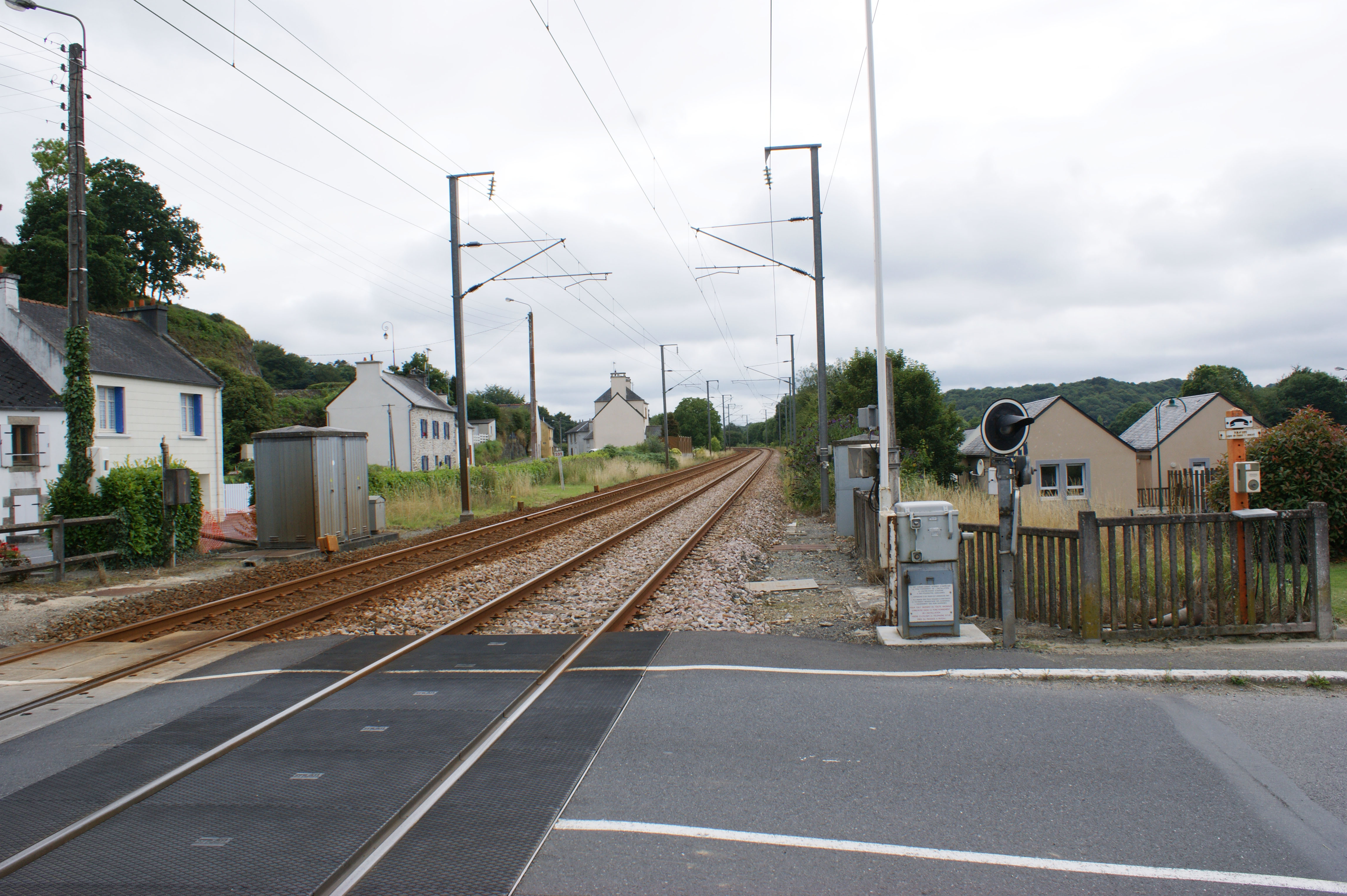
Passage à niveau et voies vers Brest